# Gunnebostängsel
För andra betydelser, se Gunnebo (olika betydelser).

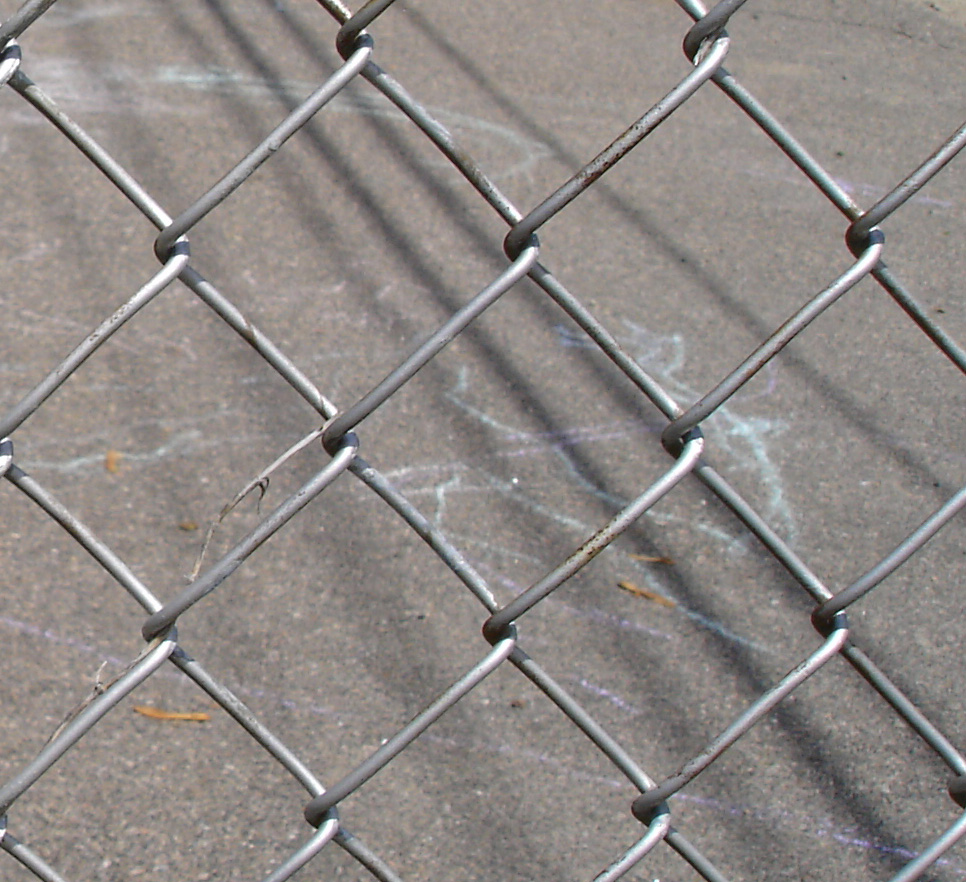
Gunnebostängsel.

Gunnebostängsel är en typ av trådstängsel. Gunnebostängslet är uppbyggt av metalltråd som flätas i ett sicksackmönster så att kvadratiska maskor med en spets uppåt bildas. Metoden gör stängslet fjädrande och det förekommer ofta omkring idrottsanläggningar och skolgårdar, men även omkring industrier och - ofta i en lägre variant - omkring privata tomter.
År 1911 började Gunnebo bruk tillverka det klassiska Gunnebo-stängslet. På 1970-talet flyttades stängseltillverkningen till Ödeborgs bruk i Ödeborg, Dalsland. Redan då hade företaget en metod att färglägga stängsel genom att sintra fast färgen. Gunnebostängsel kan också avse andra typer av stängsel från samma firma.